# アクタプラニン
アクタプラニン（英：Actaplanin）は、アクチノプラネス属細菌によって生成される広域抗生物質の複合体である。1984年にEli Lilly and Co.のグループによって行われた研究では、高速液体クロマトグラフィーを用いていくつかのアクタプラニンが同定された。アクタプラニンA、B1、B2、B3、C1、Gは、同じペプチドコア、アミノ糖、様々な量のグルコース、マンノース、ラムノースから構成されていることが示された。

## 関連記事
- リストセチン (アクタプラニンと同じアミノ糖を含む)